# Вампиры средней полосы
«Вампи́ры сре́дней полосы́» — российский детективно-мистический телесериал с Юрием Стояновым в главной роли, который транслируют на видеосервисе Start. Первый сезон вышел на экраны 18 марта 2021 года, второй — 13 декабря 2022 года. 29 декабря 2021 года вышел новогодний эпизод — приквел первого сезона. Телевизионная премьера сериала состоялась 9 августа 2021 года на телеканале ТНТ.
21 мая 2025 года начались съёмки третьего сезона.

## Сюжет
1-й сезон
В берёзовой роще под Смоленском находят полностью обескровленные трупы двух парней со следами от укусов. Московскому следователю Ивану Жалинскому предстоит выяснить, кто виноват в их смерти. В это время в Смоленске мирно живёт небольшая семья вампиров, возглавляемая тысячелетним Святославом Вернидубовичем Кривичем. За вампирами триста лет приглядывают Хранители. Их нынешняя глава Ирина Витальевна, уверенная в виновности вампиров, даёт Святославу Вернидубовичу ровно неделю, чтобы он нашёл и наказал убийцу. В расследовании принимают участие все члены вампирского клана: Аннушка, работающая следователем в смоленской полиции, доктор Жан Иванович, блогер Женёк.
Особняком от семьи деда Славы держится театральный педагог Ольга, бывшая жена Жана, не простившая ему расставание 80 лет назад. Она встречается со своим студентом Сергеем Барановским, избежавшим смерти в берёзовой роще и ставшим главным подозреваемым. Аннушка и следователь Жалинский идут по следу убийцы, а тем временем между ними вспыхивает любовь.
2-й сезон
Капитан Жалинский находит на месте очередного преступления голову мертвеца с подозрительно длинными клыками. Он везёт её в отделение, но по дороге погибает в аварии, после которой улика исчезает. Аннушка берётся за расследование. На том же месте она находит маленькую девочку, чьи мысли ей не удаётся прочитать. Героиня забирает ребёнка к себе домой и знакомит с дедом Славой. Тот пытается узнать, что это за девочка — обычный ребёнок, новый член смоленской семьи или враг. За девочкой из Москвы приезжает высокопоставленный следователь Андрей Петрович Усачёв, у которого много лет назад были отношения с Аннушкой, жившей тогда под другими именем и легендой.

## Персонажи
= Главная роль в сезоне
     = Второстепенная роль в сезоне
     = Гостевая роль в сезоне
     = Не появляется

### Главные роли
| Актёр                                                       | Персонаж                                  | Появление в сезонах | Появление в сезонах | Появление в сезонах |
| Актёр                                                       | Персонаж                                  | 1                   | 2                   | Эпизоды             |
| ----------------------------------------------------------- | ----------------------------------------- | ------------------- | ------------------- | ------------------- |
| Юрий Стоянов                                                | Святослав Вернидубович Кривич (дед Слава) | 8                   | 8                   | 17                  |
| Екатерина Кузнецова (1 сезон) Анастасия Стежко (2—3 сезоны) | Анна Петровна Остроумова (Аннушка)        | 8                   | 8                   | 17                  |
| Михаил Гаврилов (1—2 сезоны)                                | Иван Алексеевич Жалинский                 | 8                   | 1                   | 9                   |
| Артём Ткаченко                                              | Жан-Клод Дешам (Жан Иванович Дешамов)     | 8                   | 8                   | 17                  |
| Татьяна Догилева                                            | Ирина Витальевна Бредихина                | 7                   | 7                   | 14                  |
| Ольга Медынич                                               | Ольга Анваровна Воронцова (графиня)       | 8                   | 8                   | 17                  |
| Дмитрий Чеботарёв                                           | Сергей Барановский                        | 8                   | 8                   | 16                  |
| Глеб Калюжный (1—2 сезоны) Тимофей Кочнев (3 сезон)         | Евгений Николаевич Дятлов (Женёк)         | 8                   | 2                   | 11                  |
| Александр Устюгов (1 сезон)                                 | Клим                                      | 3                   |                     | 3                   |
| Дмитрий Лысенков                                            | Константин Сергеевич Бредихин (Костик)    | 3                   | 8                   | 11                  |
| Андрей Соколов                                              | Андрей Петрович Усачёв                    |                     | 8                   | 8                   |
| Ева Смирнова (2 сезон)                                      | Мила Бондарева                            |                     | 8                   | 8                   |
| Егор Дружинин                                               | Борис Феликсович                          |                     | 3                   | 3                   |
| Евгения Дмитриева (3 сезон)                                 | Госпожа                                   | —                   | —                   | TBA                 |
| Антон Косточкин (3 сезон)                                   | Стефан                                    | —                   | —                   | TBA                 |
| Мария Лисовая (3 сезон)                                     | Мия                                       | —                   | —                   | TBA                 |
| Павел Братковский (3 сезон)                                 | Николя                                    | —                   | —                   | TBA                 |
| Дмитрий Миллер (3 сезон)                                    | Демид                                     | —                   | —                   | TBA                 |
| Софья Шидловская (3 сезон)                                  | Серафима                                  | —                   | —                   | TBA                 |
| Никита Тарасов (3 сезон)                                    | Профессор                                 | —                   | —                   | TBA                 |
| Лаура Пицхелаури (3 сезон)                                  | Отшельница                                | —                   | —                   | TBA                 |
| Всего эпизодов                                              | Всего эпизодов                            | 8                   | 8                   | 17                  |

### Второстепенные роли
| Актёр                  | Персонаж                                   | Появление в сезонах | Появление в сезонах | Появление в сезонах | Появление в сезонах |
| Актёр                  | Персонаж                                   | 1                   | 2                   | Эпизоды             |                     |
| ---------------------- | ------------------------------------------ | ------------------- | ------------------- | ------------------- | ------------------- |
| Александр Сибирцев     | Захар Саенко                               | 8                   | 4                   | 12                  |                     |
| Роман Рипко            | Дерьков                                    | 6                   | 4                   | 10                  |                     |
| Вероника Лысакова      | Люся                                       | 6                   | 2                   | 8                   |                     |
| Андрей Харыбин         | Павел Андреевич                            | 8                   | 2                   | 10                  |                     |
| Сергей Сосновский      | Фёдор Игнатьевич Зеленцов                  | 3                   |                     | 3                   |                     |
| Владислав Миллер       | Никита Шумилин                             | 5                   |                     | 5                   |                     |
| Виталия Корниенко      | Анастасия Константиновна Бредихина (Настя) | 3                   | 6                   | 9                   |                     |
| Сергей Беляев          | Павел Павлович                             |                     | 4                   | 4                   |                     |
| Игорь Хрипунов         | Григорий Кошелев (Гриша)                   |                     | 5                   | 5                   |                     |
| Артём Федотов          | Илья                                       |                     | 5                   | 5                   |                     |
| Лукерья Ильяшенко      | Агата                                      |                     | 6                   | 6                   |                     |
| Александр Фисенко      | Юрий Николаевич                            |                     | 5                   | 5                   |                     |
| Павел Харланчук-Южаков | Влад                                       |                     | 5                   | 5                   |                     |
| Юлия Беляева           | Марина Бондарева                           |                     | 3                   | 3                   |                     |
| Всего эпизодов         | Всего эпизодов                             | 8                   | 8                   | 17                  |                     |

Приглашённые знаменитости
| Актёр                            | Роль                                                   |
| -------------------------------- | ------------------------------------------------------ |
| Максим Галкин (новогодняя серия) | Максимилиан, в миру известен как Максим Галкин (камео) |

## Эпизоды
|  | 1                | 8                | 18 марта 2021   | 6 мая 2021      |
|  | Новогодняя серия | Новогодняя серия | 29 декабря 2021 | 29 декабря 2021 |
|  | 2                | 8                | 13 декабря 2022 | 31 января 2023  |
|  | 3                | 10               | 2025            | TBA             |

Сезон 1
| № серии                        | Премьера   | Описание серии |
| ------------------------------ | ---------- | --- |
| 1                              | 18.03.2021 | Под Смоленском полиция находит обескровленные тела. В случившемся начинает разбираться московский следователь. Блогер Женёк убеждает юных подписчиков, что он настоящий вампир. Из-за него внезапно оказывается под угрозой существование всех вампиров Смоленска.                                            |
| 2                              | 18.03.2021 | Анна отправляется на поиски третьей жертвы в роще и узнаёт о похожих преступлениях в других городах. Дед Слава подозревает Графиню в собственной игре и устраивает ей проверку. Самый младший из вампиров не оставляет надежды обрести свою сверхсилу.                                                        |
| 3                              | 25.03.2021 | Показания подвернувшегося беглеца вызывают ещё больше вопросов. Чудом избежав смерти, он явно сошёл с ума и заговорил о вампирах. Аннушке придётся постараться оградить своих близких от подозрений. |
| 4                              | 01.04.2021 | В руки следователя попадает папка, которая может пролить свет на происходящее в городе, но его мысли заняты не только работой. Дед Слава обдумывает неожиданное предложение главы Хранителей. Жан навещает подозреваемого в убийстве и решает пойти на опасную авантюру.                                      |
| 5                              | 08.04.2021 | Дед Слава и Жан пойманы с наркотиками, а Женёк пришёл не в то время не в то место. Расследование привело к появлению нового подозреваемого. |
| 6                              | 15.04.2021 | Убийцу арестовывают. Ивану стоит покинуть город, но он намерен допросить преступника. Хранителям не мешало бы извиниться, так как выяснилось, что вампиры не причастны к убийству. Но слова подозреваемого могут всё изменить.                                                                                |
| 7                              | 22.04.2021 | Иван понимает, что предполагаемый убийца — лишь пешка в чьей-то игре. У следователя созревает дерзкий план. Женька разыскивают Хранители и полиция. Теперь у него два пути: дальше от всех скрываться или вершить новый порядок. В городе объявился чужак, и дед Слава поднимает архивы, чтобы его вычислить. |
| 8                              | 06.05.2021 | В рядах вампиров назревает раскол. У героев не остаётся иного выбора, кроме бегства. Иван тоже оказывается в незавидном положении, но отказывается от помощи. Клим развязывает войну. |
| Новогодняя серия «Новая кровь» | 29.12.2021 | Приквел первого сезона. Женёк, обычный парень из Смоленска, не ожидал, что познакомится с семьёй настоящих вампиров. Они мало чем отличаются от людей: читают районные газеты, сидят в очередях, ругают чиновников и воспитывают молодёжь. Женёк в канун Нового, 2020 года случайно обращается в вампира.     |

Сезон 2
| № серии | Премьера   | Описание серии |
| ------- | ---------- | --- |
| 1 (9)   | 13.12.2022 | Дед Слава навещает Женька и, подумав, забирает его домой. Серёжа приходит на могилу Ольги в день её рождения. Ольга просит Жана вытащить её из клетки. По дороге в Москву к Ивану Анна становится свидетелем странного ДТП и узнаёт, что жертвой аварии стал её возлюбленный. которого незадолго до этого вызвали в Смоленск на расследование. Анна понимает, что это не случайная автокатастрофа. На должность Хранителя заступает сын Ирины Витальевны Костик. На месте преступления Анна находит напуганную девочку и забирает её с собой. Ольга сбегает из клетки. |
| 2 (10)  | 20.12.2022 | Ольга предлагает Серёже вместе сбежать, но они не успевают это сделать. Ольга, понимая, что беременна, решает сдаться ради ребёнка и его отца. Утром дед Слава пытается познакомиться с девочкой, которую накануне нашла Анна. Она не говорит ни слова. Анна берётся за новое дело — расследование смерти найденного на дереве мужчины. Она уверена, что это дело рук Графини, но Жан другого мнения. У следователя Усачёва возникают вопросы к Анне из-за найденной девочки. Он узнаёт в Анне Тамару, милиционера, с которой он расследовал громкое дело в 1991 году. Константин берётся помогать высокопоставленным людям и лечит их больных родственников за повышение по службе. Жан безуспешно пытается убедить Сергея, что присутствие Оли — галлюцинация. Анна узнаёт, что найденную девочку зовут Мила, и начинает слышать её мысли. По совету Константина дед Слава устраивается на работу в музей. Ирина просит сына дать ей спокойно умереть. Семья узнаёт шокирующие подробности о Миле. |
| 3 (11)  | 27.12.2022 | Дед Слава рассказывает Анне и Жану, как он понял истинную сущность Милы. Костя уверяет маму, что нужно продолжать бороться и дальше принимать лекарство. Усачёв всё меньше понимает происходящее с Анной. Выясняется, что громкое расследование 1991 года, которым руководил Усачёв, помнит не только Анна, но и Ирина. Ольга засыпает впервые за 100 лет. Константин требует от Жана изготавливать больше лекарства. Взамен Жан просит разрешение на прогулки для Ольги, но Константин приходит в бешенство. Серёжа вычисляет, где Ольга. Анна и Жан отправляются на поиски Милы. Тем временем дед Слава подозревает, что о том, где девочка, известно Насте. Бизнесмен даёт понять Косте, что без лекарства у него будут проблемы. Тот вынужден обратиться к Ольге за помощью. Но гипноз Ольги не срабатывает, и она понимает, что теряет свои способности. В гости к Анне приходит Усачёв, он хочет видеть Милу. Анна в замешательстве, но дед Слава спасает ситуацию: приводит Милу домой. |
| 4 (12)  | 03.01.2023 | Мила ставит свои условия общения с Анной и её семьей. Она рассказывает, что не причастна к смерти двух людей. Ольга делится со смотрителем Гришей своими страхами и переживаниями. Мила оказывается уральским вампиром в бегах. Она рассказывает, что произошло на даче, где её нашла Анна. Запутанная история Анны вынуждает Усачёва взять её волос на ДНК-тест. Дед Слава и Жан решают проверить слова Милы о её способности видеть приближение смерти. Жан узнаёт о хитром плане Константина самостоятельно производить лекарство. Он заявляет Жану, что отныне доступ к Ольге для него закрыт. Жана вызывают в полицию по подозрению в похищении Ольги. Усачёв убеждён в том, что Анна — его дочь. Жан вместе с полицейскими и Сергеем вскрывают могилу Ольги. Сергей не верит своим глазам. Костя пробует ввести матери лекарство собственного производства, созданное на основе крови Ольги. Он не знает, что с каждым днём Ольга всё больше теряет свои способности, и в результате чуть не теряет мать. Милу намерена забрать Агата, представившаяся работником службы опеки. Мила снова чувствует смерть. |
| 5 (13)  | 10.01.2023 | Семья считает, что Мила не может вернуться с приёмной матерью домой. Константин понимает, что без Жана справиться с лекарством он не сможет. Юрий заявляет Константину, что его лекарство не работает и теперь тот должен ему 20 миллионов рублей за моральный ущерб. Дед Слава соглашается помочь Косте в обмен на освобождение Ольги. Сергей успевает увидеть Ольгу перед тем, как его обезвреживают. Ирина делится с Костей секретом хороших отношений с хранителями. Деду Славе и Жану приходится обезвредить целую группу людей, чтобы достать старые запасы золота со дна озера. Свою часть сделки Костя выполнить не успевает: Ольга с Сергеем сбегают раньше. Усачёв узнаёт на руке Агаты знакомую метку и решает больше не медлить. Ольге становится плохо, Сергей привозит её в дом Жана. Анна решает сама разобраться с Агатой. Приёмная мать умоляет защитить Милу. Агата обещает вернуться. |
| 6 (14)  | 17.01.2023 | Борис наказывает Агату за невыполнение задания. Мила считает, что ей нужно уйти из Смоленска, но дед Слава убеждает её, что это не выход. К удивлению всех присутствующих, он заявляет Миле, что готов принять её в семью. Несмотря на протесты Ольги, остальные вампиры поддерживают это решение. Для Графини становится неожиданностью её освобождение. Константин просит её пока пожить в доме деда Славы. Ольга решает признаться Серёже в том, что она вампир, но тот считает её сумасшедшей. На Анну пытаются выйти уральские вампиры, используя местных жителей. Узнав, что в городе появились чужаки, Константин тоже пытается дать защиту Анне и её семье, но у него не получается. Тем временем Борис и Агата используют людей Кости, чтобы узнать об Анне. Ольгу выводит из себя неверие Серёжи, и она решает наглядно продемонстрировать ему истинную сущность. Анна и Жан застают деда Славу, принимающего кровяные ванны. Становится понятно, куда уходит вся кровь из холодильника. Тем временем к ним в дом наведываются уральские вампиры. Дед Слава уверяет Анну, что сейчас не время решать вопрос силой. Костя узнаёт истинную причину прибытия чужаков. |
| 7 (15)  | 24.01.2023 | Усачёв получает результаты теста ДНК, но Анна просит не открывать их, заявляя, что она его дочь. Люди Бориса планируют нападение на семейство вампиров. Влад не хочет вредить Анне и тайно просит её уехать с родными из города. Костя требует от Милы держаться подальше от его дочери. Ольга недовольна образом жизни Серёжи и грозится выгнать его из дома. Незнакомец почти затаскивает Настю в машину, но подоспевшая вовремя Мила ломает ему руку. Дед Слава придумывает ловушку для Охотников. Анна просит не трогать Влада. Они обращаются к Ольге и Серёже с просьбой помочь им в реализации плана. Костя считает, что Настю обидела Мила, и изолирует девочку. План смоленских вампиров рушится, когда они узнают, что Ольга забыла телефон в ловушке. Усачёв замечает странное поведение деда Славы накануне и следует за ним в лес. Агата ранит полицейского. Серёжа со сцены объявляет фанатам, что скоро станет отцом. Боясь, что это последний разговор с Усачёвым, Анна признаётся ему, кто она на самом деле. Жан недоумевает, куда дед Слава спрятал тело мертвеца из морга. Тот показывает ему нечто интересное. |
| 8 (16)  | 31.01.2023 | У деда Славы получается заново создать Женька, но тот не может полностью контролировать чужое тело. Жану становится понятно, куда пропадала вся кровь, которую он приносил домой. Графиня чувствует, что всё больше становится человеком, и хочет, чтобы после рождения ребёнка Жан снова обратил её в вампира. Борис ставит деду Славе условие: либо он возвращает ему Милу, либо пароход с сотней детей, на котором он находится, утонет. Мила не может допустить гибели детей, поэтому собирается на встречу, но дед Слава запрещает ей сдаваться. Ольга признаётся Серёже, что ей страшно от мысли, что она когда-нибудь умрёт. Она хочет обратить его в вампира. В больнице Ирина видит Усачёва, находящегося без сознания. Костя узнаёт, что Настя находится на том самом корабле, который Борис собирается утопить. Пока дед Слава и остальные реализуют план-перехват, Ольга и Сергей присматривают за Женьком. Ольга решает воспользоваться этим в своих целях, но Женёк сбегает. Вопреки плану деда Славы Константин намерен отдать Милу, но Анна и Жан нападают на него. Ольга мешает планам семьи и отдаёт Милу Борису. Агата не выполняет своего обещания перед Ольгой. Мила спасает жизни Анны и Влада ценой своей. Анна убивает Агату. Дед Слава с помощью Женька разбирается с Борисом. Усачёв признаётся Ирине, что нашёл в Смоленске свою дочь, та отвечает, что он оставил здесь их сына. Юрий Николаевич рассказывает Ирине, что её сын торговал вампирским лекарством. Сергей всё-таки становится вампиром благодаря Жану. Влад решает остаться в Смоленске. Вампиры получают неожиданный привет от Бориса (или от остальных вампиров уральского клана). |

## Производство и релиз

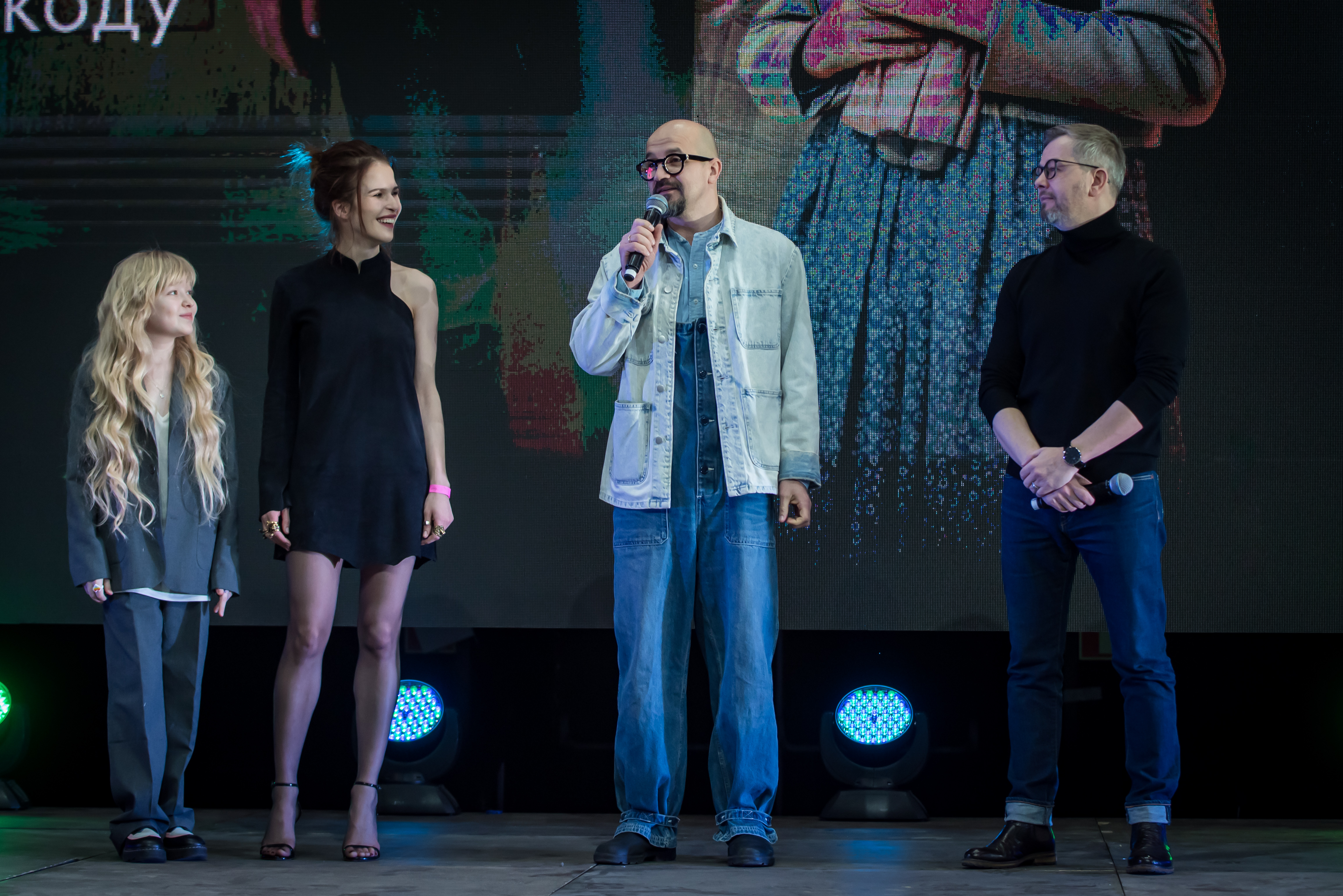
Презентация второго сезона сериала на BUBBLE Comics Con 2023

Съёмки пилотной серии сериала прошли в Смоленске в апреле 2018 года. Режиссёром пилотной серии был Антон Федотов, первый сезон снимал Антон Маслов. Ольгу в пилоте сыграла Александра Ребено́к, а в сериале её сменила Ольга Медынич: изначально эта роль писалась именно для неё, но режиссёр захотел попробовать в пилоте кого-то другого. Премьера пилотной серии состоялась 14 сентября 2018 года на первом фестивале телесериалов «Пилот» в Иванове.
Роль деда Славы изначально писалась сценаристами под Юрия Стоянова. Актёр сыграл эту роль в пилотной серии, но позже из-за занятости в других проектах его заменил Михаил Ефремов. Стоянов сам предложил создателям сериала кандидатуру этого актёра. 8 июня 2020 года Ефремов стал виновником ДТП со смертельным исходом и фигурантом уголовного дела, позже был осуждён. Поэтому Стоянов вернулся на роль деда Славы, все прежде отснятые эпизоды с этим персонажем были пересняты заново.
Съёмки первого сезона проходили в Москве, Смоленске, Московской области, Серпухове с января по декабрь 2020 года. Премьерный показ первого сезона проходил с 18 марта по 6 мая 2021 года на видеосервисе START. 29 декабря 2021 года вышел новогодний эпизод.
В сентябре 2022 года закончились съёмки второго сезона. Его премьерный показ начался 13 декабря 2022 года. Во втором сезоне роль Аннушки не досталась Екатерине Кузнецовой, так как она  покинула Россию (её сменила Анастасия Стежко). 2 февраля 2023 года стало известно, что сериал продлён на третий сезон.
Саундтрек
Главной темой сериала стала песня «Призраки завтра» группы «Мумий Тролль» из одноимённого альбома, который вышел в 2020 году. В сериале звучат песни групп «Агата Кристи», «Сектор Газа», Sirotkin, Bjarla.

## Оценки
Первый сезон был высоко оценён критиками и зрителями. По итогам 2021 года многие издания, в частности «Канобу», «Российская газета» включили его в число лучших сериалов года, а «Кино-театр.ру» и «Мир фантастики» назвали его лучшим российским сериалом года. «Этот сериал… одновременно и зрительское guilty pleasure, и признак хорошего вкуса, — написал рецензент „Киноафиши“. — Его надо знать, о нем будут говорить, его будут цитировать и чаще будут хвалить…».
Второй сезон получил более противоречивые отзывы. Обозреватель «Комсомольской правды» констатировал, что «трюковая фишка» с проявлением у персонажей «инфернальных способностей» в этом сезоне уже не может работать должным образом: зритель к ней привык. По мнению рецензента «Lenta.ru», сюжет получился скомканным и хаотичным, «создаётся впечатление, что сериал не эволюционирует, а движется по инерции в расчёте на репутацию, завоёванную первым сезоном». Обозреватель «Вокруг ТВ» счёл второй сезон «в меру увлекательным, ироничным и душевным, как и первый».
Премии
15 сентября 2018 года за роль деда Славы Юрий Стоянов получил награду как «Лучший актёр пилота телевизионного сериала» на первом фестивале телесериалов «Пилот» в Иванове.
В феврале 2022 года «Вампиры средней полосы» стали лауреатом четвёртой Национальной премии в области веб-индустрии в номинации «Лучший интернет-сериал хронометражем серии более 24 минут», а Юрий Стоянов со своей ролью в сериале победил в номинации «Лучший актёр интернет-сериала». В марте 2023 года шоу получило Премию АПКиТ в номинации «Лучший комедийный сериал».